# Ганс-Ульріх Рудель

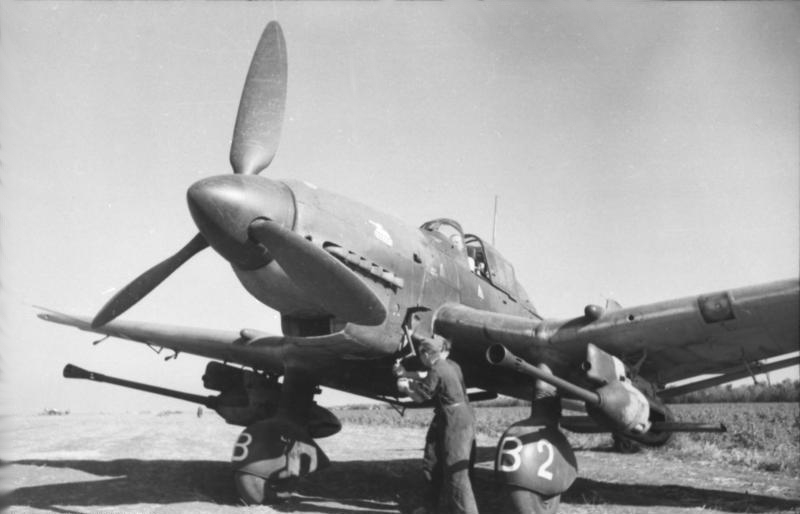
Ju 87 G, 21 червня 1943

Ганс-Ульріх Рудель (нім. Hans-Ulrich Rudel; 2 липня 1916, Конрадшвальдау, Німецька імперія  — 18 грудня 1982, Розенгайм, Німеччина) — німецький льотчик-ас, оберст Люфтваффе. Єдиний в історії кавалер Лицарського хреста Залізного хреста із золотим дубовим листям, мечами й діамантами. Після завершення Другої світової війни — успішний бізнесмен. 

## Біографія
Народився 2 липня 1916 року в Конрадшвальдау (нині Польща) родині протестантського пастора Йоганна Руделя та його дружини Марти. В 1922-34 роках відвідував місцеву початкову школу, а з 1934 року — середню школу в Любані. Навчався Рудель напрочуд погано, проте домігся відмінних спортивних результатів. 
У 1933 році приєднався до Гітлер'югенду.

### Бойовий шлях
4 грудня 1936 року вступив в Люфтваффе. Освіту здобув в авіаційному училищі в Берліні-Вердері і училищі розвідувальної авіації в Гільдесгаймі. В червні 1938 року направлений в 1-шу групу 168-ї ескадри пікірувальних бомбардувальників в Талергофі (біля Граца). 1 червня 1939 року зарахований в 2-у ескадрилью 121-ї розвідувальної групи. 
Під час Польської кампанії служив в якості спостерігача, командуючи окремим літаком-розвідником. Пізніше за власним проханням був переведений у штурмову авіацію і після перепідготовки влітку 1940 року зарахований в 1-шу групу 76-ї ескадри пікірувальних бомбардувальників. У січні-квітні 1941 року проходив стажування в навчальній ескадрильї.
Наприкінці квітня 1941 року призначений в 1-шу групу 2-ї ескадри пікірувальників «Іммельманн», в червні переведений в 1-шу ескадрилью. Учасник німецько-радянської війни. Свій перший бойовий виліт здійснив 23 червня 1941 року. З кінця червня — офіцер з технічного забезпечення 1-ї ескадрильї, потім — 3-ї групи своєї ескадри. З серпня 1941 року воював на Леніндградському напрямку, в основному проти дислокованих в Кронштадті кораблів Балтійського флоту. 16 вересня в групі брав участь в нальоті на лінкор «Марат», одна із скинутих бомб влучила в ціль. 21 вересня прямим влучанням потопив есмінець «Стерегущий». 23 вересня йому вдалось «добити» «Марат»: скинута ним бомба влучила в носову частину корабля і викликала детонацію боєзапасу першої башти головного калібру. На лінкорі загинули командир капітан 2-го рангу П. К. Іванов і 325 інших членів екіпажу.
У жовтні 1941 року група Руделя перекинута на Московський напрямок. 24 грудня 1941 року здійснив свій 500-й бойовий виліт. Станом на 6 січня 1942 року Рудель знищив 15 мостів, 23 артилерійські батареї, 4 поїзди і 17 танків.
З березня 1942 року — командир ескадрильї навчальної групи своєї ескадри, дислокованої в Граці, звідки влітку 1942 року перекинутий в Крим. У жовтні 1942 року здійснив свій 650-й бойовий виліт. В кінці 1942 року брав участь у Сталінградській битві. З 22 листопада 1942 року — командир 1-ї ескадрильї. Бої на цій ділянці були дуже інтенсивними: лише 25 листопада Рудель здійснив 17 бойових вильотів, а 10 лютого 1943 року став першим німецьким пілотом, який здійснив 1000-й виліт (в районі Ізюма). В лютому 1943 року в складі випробувальної групи брав участь у випробуваннях нового Ju.87G, звідки разом з групою був переведений в Керч. Біля узбережжя Тамані і Кубані знищив близько 70 радянських десантних кораблів.
З 19 липня 1943 року виконував обов'язки командира 3-ї групи своєї 2-ї бойової ескадри підтримки сухопутних військ «Іммельманн» (18 вересня 1943 року затверджений на посаді). 24 лютого здійснив свій 1200-й бойовий виліт, 12 серпня — 1300-й. В жовтні 1943 року воював в районі Кіровограда, де знищив кілька ворожих танків, а протягом 23 листопада підбив відразу 7 танків. Взимку 1943-44 року його група базувалась в Первомайську. 20 березня 1944 року група переведений на аеродром Раухівка. 21 березня був змушений посадити свій літак за лінією фронту і був взятий в полон радянськими військами, але зміг втекти. 26 березня підбив 17, 28 березня — 9 ворожих танків (всього на той момент на рахунку Руделя були 202 підбитих танки і 1800 бойових вильотів).
1 червня в районі Ясс здійснив свій 2000-й бойовий виліт. З 1 серпня 1944 року — командир своєї ескадри, але фактично прийняв командування лише наприкінці вересня. 6 серпня льотчики ескадри знищили 27 радянських танків, з них 11 було на рахунку Руделя. 19 серпня під час боїв в районі Ерглі літак Руделя був підбитий радянською зенітною артилерією, а сам Рудель був поранений в ногу, але зміг долетіти до своїх. Восени 1944 року в боях над Будапештом був поранений двома кулями в стегно, але вже 5 грудня повернувся в стрій і 22 грудня здійснив свій 2400-й бойовий виліт. 23 грудня знищив свій 463-й танк.
1 січня 1945 року Руделю офіційно заборонили брати участь в бойових вильотах, але він проігнорував наказ. 8 лютого в районі Лебуса знищив 13 радянських танків (загальний рахунок — 516). Цього ж дня потрапив під вогонь радянської зенітної артилерії і куля роздробила його праву гомілку, а літак загорівся. Руделю вдалось посадити літак на контрольованій німцями території. В польовому шпиталі Зеелове йому ампутували нижню частину гомілки. У квітні 1945 року повернувся в ескадру і продовжив літати (з протезом). 17 квітня очолив зведене бойове з'єднання «Рудель»: 2-га група і 10-та (протитанкова) ескадрилья його ескадри, 1-ша група 77-ї бойової ескадри підтримки сухопутних військ і 2-га група 6-ї винищувальної ескадри. 8 травня 1945 року, дізнавшись про капітуляцію Німеччини, перелетів на аеродром Кітцінгена і здався американським військам.

### Повоєнні роки
У середині квітня 1946 року після виписки з госпіталю в Баварії, де він доліковувався після ампутації, Рудель працював транспортним підрядником у Кесфельді (Coesfeld), земля Північний Рейн — Вестфалія. Завдяки протезу, зробленому спеціально для нього одним з найкращих майстрів Німеччини Штрайдом (Streid), він брав участь у лижних змаганнях і разом зі своїми друзями й однополчанами Бауером і Нірманном здійснив гірський похід у Південний Тіроль. Пізніше, втративши роботу і будь-які перспективи, з ярликом «ярого мілітариста і фашиста», він перебрався до Риму, а в липні 1948 року — до Аргентини. Разом з кількома іншими відомими ветеранами Люфтваффе генералами Вернером Баумбахом і Адольфом Галландом, пілотами-випробувачами Беренсом і Штайнкампом, колишнім головним конструктором фірми Фокке-Вульф Куртом Танком допомагав створювати аргентинську військову авіацію, працював консультантом у авіабудівній промисловості.
Рудель оселився на околицях аргентинського міста Кордова, де розташовано великий авіабудівний завод, активно займався улюбленими видами спорту — плаванням, тенісом, метанням списа і диска, гірськими лижами і альпінізмом у горах Сьєрра-Гранде. У вільний час він працював над своїми мемуарами, вперше опублікованими в Буенос-Айресі 1949 року. Користуючись протезом, узяв участь у південноамериканському чемпіонаті з гірськолижного спорту в Сан-Карлос-де-Барілоче й посів четверте місце. 1951 року Рудель здійснив спробу сходження на найвищий пік Американського материка — Аконкагуа в аргентинських Андах.
Перебуваючи в Південній Америці, Рудель познайомився і потоваришував із президентом Аргентини Хуаном Пероном і президентом Парагваю Альфредо Стресснером. Він активно займався громадською діяльністю серед нацистів та іммігрантів німецького походження, що виїхали з Європи, брав участь у роботі об'єднання Kameradenhilfe («Товариська допомога»), яке надсилало продовольчі посилки німецьким військовополоненим і допомагало їх родинам.

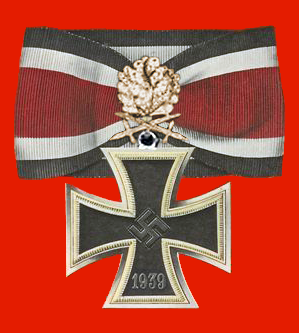
Золоте Дубове Листя з Мечами й діамантами до Лицарського хреста Залізного хреста

Після закінчення контракту з аргентинським урядом на початку 1950-х рр. Рудель повернувся до Німеччини, де продовжив успішну кар'єру консультанта й бізнесмена. 1953 року, у розпал першої стадії холодної війни, коли громадська думка стала терпиміше ставитися до колишніх нацистів, він вперше опублікував книжку мемуарів «Trotzdem» на батьківщині. Рудель також зробив спробу балотуватися в Бундестаг від ультраконсервативної Німецької імперської партії, але зазнав поразки на виборах. Він брав активну участь у щорічних зборах ветеранів ескадрильї «Іммельманн», 1965 року відкривав меморіал загиблим льотчикам SG 2 в Бург-Штауфенбурзі. Незважаючи на інсульт, перенесений 1970 року, Рудель продовжував активно займатися спортом, сприяв організації перших чемпіонатів Німеччини для спортсменів-інвалідів. Останні роки життя він прожив у Куфштайні, Австрія, продовжуючи бентежити офіційний Бонн своїми вкрай правими політичними висловлюваннями.

### Смерть
Ганс-Ульріх Рудель помер у Розенгаймі (ФРН) у грудні 1982 року (у віці 66 років) від крововиливу в мозок.

## Бойові досягнення
Найвідоміший бойовий льотчик Другої світової війни. За неповні чотири роки, пілотуючи, в основному, повільні та вразливі пікірувальники Ju 87 «Штука», він здійснив 2530 бойових вильотів, більше, ніж будь-який інший пілот у світі (за версією американців, лаоський ас Лі Луе, що зробив близько 5000 вильотів).
Знищив:
- 519 радянських танків (близько двох танкових дивізій[1]),
- понад 1000 паровозів, автомобілів та інших транспортних засобів,
- 4 бронепотяги,
- потопив лінкор «Марат»[2], лідер есмінців «Мінськ»[3], есмінець «Стерегущий»,
- 70 десантних кораблів та човнів,
- розбомбив 150 артилерійських позицій, гаубичних, протитанкових та зенітних,
- зруйнував безліч мостів і дотів,
- збив 7 радянських винищувачів
- 2 штурмовики Іл-2.

Рудель сам був збитий зенітним вогнем близько тридцяти разів (і жодного разу винищувачами), п'ять разів був поранений, два з них — важко, але продовжував здійснювати бойові вильоти після ампутації правої ноги, врятував шість екіпажів, які зробили вимушену посадку на ворожій території.

## Оцінка сучасників
Вручаючи Руделю золоте дубове листя до Лицарського хреста Залізного хреста, Адольф Гітлер сказав: «Ви — найхоробріший і найвидатніший солдат вермахту, якого коли-небудь мав німецький народ.»

## Звання
- Фанен-юнкер (4 грудня 1936)
- Обер-фенріх (червень 1938)
- Лейтенант (1 січня 1939)
- Оберлейтенант (1 вересня 1940)
- Гауптман (1 квітня 1943)
- Майор (1 березня 1944)
- Оберстлейтенант (1 вересня 1944)
- Оберст (29 грудня 1944)

## Нагороди
- Золотий почесний знак Гітлер'югенду
- Медаль «У пам'ять 1 жовтня 1938»
- Залізний хрест
  - 2-го класу (10 листопада 1939)
  - 1-го класу (18 липня 1941)
- Авіаційна планка наземної підтримки
  - в золоті з діамантами (18 липня 1941)
  - з підвіскою (1942)
  - з підвіскою «2000» (3 червня 1944)
- Авіаційна планка бомбардувальника в золоті (28 липня 1941)
- Почесний Кубок Люфтваффе (20 жовтня 1941)
- Німецький хрест в золоті (2 грудня 1941)
- Лицарський хрест Залізного хреста із золотим дубовим листям, мечами і діамантами
  - лицарський хрест (6 січня 1942) — за 400 бойових вильотів і затоплення лінкора «Марат».
  - дубове листя (№229; 14 квітня 1943) — за 750 бойових вильотів і знищення близько 70-ти десантних суден та човнів біля узбережжя Тамані та Кубані.
  - мечі (№42; 25 листопада 1943) — за 1600 бойових вильотів і знищення понад 100 ворожих танків; одночасно радист і бортовий стрілець Руделя Ервін Генчель отримав Лицарський хрест.
  - діаманти (№10; 29 березня 1944) — за 1800 бойових вильотів і знищення понад 200 ворожих танків.
  - золоте дубове листя (1 січня 1945; єдиний нагороджений) — за сукупні бойові досягнення: 2400 бойових вильотів і знищення  463 ворожих танків.
- Медаль «За зимову кампанію на Сході 1941/42»
- Срібна медаль «За військову доблесть» (Італія)
- Комбінований Знак Пілот-Спостерігач в золоті з діамантами (1944)
- 5 разів відзначений у Вермахтберіхт
  - «Майор Рудель, командир групи ескадри наземної підтримки, знищив 17 ворожих танків протягом одного дня на півдні Східного фронту.» (27 березня 1944)
  - «Між Дністром і Прутом в бій вступили великі німецькі десантно-штурмові підрозділи. Вони знищили численні ворожі танки та велику кількість моторизованих та кінних машин. З цієї нагоди майор Рудель знищив ще 9 ворожих танків. Протягом більш ніж 1800 місій він знищив 202 ворожих танки» (28 березня 1944)
  - «Майор Рудель, нагороджений найвищою німецькою нагородою за відвагу, здійснив свій 2000-й виліт проти ворога на Східному фронті.» (3 червня 1944)
  - «Ще 27 танків були знищені наземно-штурмовою авіацією. Лише майор Рудель знищив 11, додавши їх до 300 танків, знищених авіаційними гарматами.» (6 серпня 1944)
  - «Протягом останніх кількох днів оберст Рудель знищив 11 радянських танків, збільшивши свій особистий рахунок до 516 танків.» (10 лютого 1945)
- Золота медаль «За хоробрість» (Угорщина) для офіцерів (14 січня 1945)
- Нагрудний знак «За поранення» в золоті (1945)